# ديف بوكستون
ديف بوكستون (بالإنجليزية: Dave Buxton)‏ هو عازف جاز بريطاني، ولد في 2 أبريل 1952.

## وصلات خارجية
- الموقع الرسمي
- ديف بوكستون على موقع ميوزك برينز (الإنجليزية)
- ديف بوكستون على موقع ديسكوغز (الإنجليزية)